# Wolverhampton

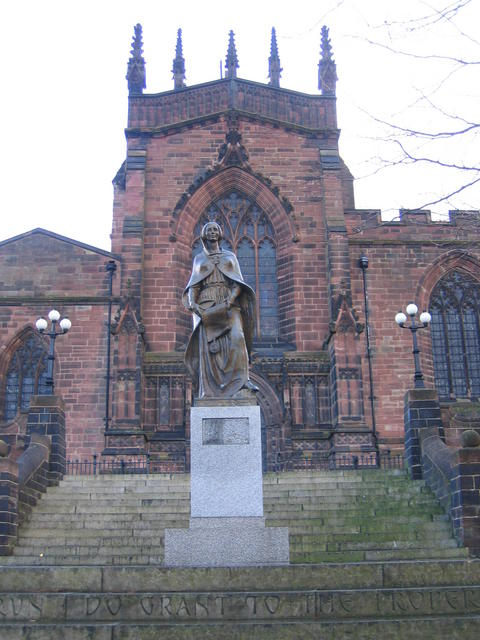
Staty av stadens grundare Lady Wulfrun

Wolverhampton är en stad i distriktet Wolverhampton i West Midlands i Storbritannien, i den södra delen av landet, 180 km nordväst om huvudstaden London. Wolverhampton ligger 160 meter över havet och antalet invånare är 252 791 vilket gör den till Englands 13:e största stad.

## Historia
Namnet härstammar från Lady Wulfrun som grundade staden år 985 och möjligen från kung Wulfhere som regerade kungariket Mercia på 600-talet. Staden var länge en framstående köpstad men blev efter industriella revolutionen en utpräglad industristad med bland annat kolgruvor, stålverk och bilindustri. Bryggeriet Goldthorn Brewery & Co har sitt säte i Wolverhampton. Här ifrån kommer även One Direction-medlemmen Liam Payne.
Staden nämndes i Domedagsboken (Domesday Book) år 1086, och kallades då Hantone.

## Sport
Wolverhampton är hemort för både speedwaylaget Wolverhampton Wolves och fotbollsklubben Wolverhampton Wanderers som spelar sina hemmamatcher på Molineux Stadium.